# Yusmandy Paz
Yusmandy Paz Gamboa (10 agosto 1995) è un tuffatore cubano.

## Biografia
Ai campionati mondiali di nuoto di Kazan' 2015 è giunto quarantasettesimo nel concorso della piattaforma 10 metri.
Due anni più tardi ai mondiali di Budapest è arrivato trentaduesimo nella piattaforma 10 metri.
Ai Giochi centramericani e caraibici di Barranquilla 2018 ha vinto il bronzo gareggiando in coppia con il connazionale Jeinkler Aguirre, concludendo la gara alle spalle dei messicani Andres Villareal e Iván García.

## Palmarès
| Anno | Manifestazione                    | Sede         | Evento          | Risultato | Prestazione | Note |
| ---- | --------------------------------- | ------------ | --------------- | --------- | ----------- | ---- |
| 2013 | Mondiali                          | Barcellona   | Piattaforma 10m | 29º Q     | 305,05 p.   |      |
| 2015 | Mondiali                          | Kazan'       | Piattaforma 10m | 47º Q     | 249,00 p.   |      |
| 2017 | Mondiali                          | Budapest     | Piattaforma 10m | 32º Q     | 330,00 p.   |      |
| 2018 | Giochi centramericani e caraibici | Barranquilla | Sincro 10 m     | Argento   | 366,57 p.   |      |
| 2019 | Giochi panamercani                | Lima         | Piattaforma 10m | 15º       | 317,90 p.   |      |
| 2019 | Giochi panamercani                | Lima         | Sincro 10m      | 8º        | 315,90 p.   |      |